# Dariel Alarcón Ramírez
Dariel Alarcón Ramírez, «Benigno» (Manzanillo, Cuba, 1939-París, 24 de març de 2016) va ser un militar cubà exiliat a França, que va lluitar en la Revolució Cubana i després a les ordres del Che Guevara en el Congo i Bolívia on va ser un dels tres cubans supervivents. Va aconseguir el grau de Capità de l'exèrcit cubà. En 1994 es va exiliar a París. En 1997 va publicar el llibre «Memorias de un soldado cubano». En 2006 va publicar el llibre «Benigno: dernier compagnon du Che» amb Christophe Dimitri Reveille.

## Biografia

### Revolució cubana
Procedent d'una família de camperols a la zona propera a Manzanillo, es va incorporar a la guerrilla del Moviment 26 de juliol que actuava en la Sierra Maestra en 1957. Va formar part de la Quarta Columna al comandament de Camilo Cienfuegos on es va destacar amb la metralladora, fins al triomf de la Revolució Cubana l'1 de gener de 1959.
Una vegada acabada la revolució va aprendre a llegir i escriure i va exercir diversos llocs.

### Guerrilla a Bolívia
Entre 1966 i 1967 Dariel Alarcón participaria juntament amb altres quinze cubans del focus guerriller que el Che Guevara va instal·lar a Bolívia, a la zona del riu Ñancahuazú, i on aquest últim moriria. El grup guerriller va prendre el nom de l'Exèrcit d'Alliberament Nacional (ELN) de Bolívia amb seccions de suport a l'Argentina, Xile i el Perú. Els enfrontaments armats van començar el 23 de març de 1967.
Alarcón va ser un dels cinc homes (3 cubans i dos bolivians) que van aconseguir escapar del cèrcol militar que va aniquilar al grup guerriller. Després, van escapar a través de la frontera amb Xile per, finalment, lliurar-se a les autoritats xilenes en el petit poble de Camiña.

### Des de 1967
Després de 1967 va servir en l'exèrcit cubà en diverses funcions, fins que en 1994 desil·lusionat de la revolució, es va exiliar a París on va escriure el citat llibre en el qual critica durament al govern de Fidel Castro

## Publicacions
- Memorias de un soldado cubano, 1997
- Benigno, mémoires d'un guérillero du Che, la Boîte à Bulles, 2013